# Цыганов, Владимир Валентинович
Владимир Валентинович Цыганов (25 апреля 1966) — советский и российский биатлонист, призёр чемпионата СССР в эстафете, призёр чемпионата России. Мастер спорта СССР.

## Биография
Представлял команду Вооружённых Сил (СКА) и город Мурманск. Тренеры — Александр Васильевич Ягупов, Игорь Иванович Ветчинов, Пётр Владимирович Милорадов.
В 1986 году завоевал серебряные медали чемпионата СССР в эстафете, выступая в составе четвёртой сборной РСФСР. После распада СССР продолжал карьеру, становился призёром чемпионата России (даты и дисциплины неизвестны).
После окончания спортивной карьеры живёт в Мурманске, занимается бизнесом. Принимает участие в ветеранских соревнованиях по биатлону.